# 광주지방철도특별사법경찰대
광주지방철도특별사법경찰대(光州地方鐵道特別司法警察隊)는 철도특별사법경찰대의 소속기관이다. 2009년 12월 31일 발족하였으며, 광주광역시 광산구 상무대로 201에 위치하고 있다. 대장은 철도경찰사무관으로 보한다.

## 연혁
- 2005년 1월 1일: 철도공안사무소 소속으로 순천철도공안분소를 설치. 소속기관으로 익산·광주·목포·전주철도공안분실을 설치.
- 2009년 12월 31일: 철도특별사법경찰대 소속 광주지방철도특별사법경찰대로 개편. 소속기관인 철도공안분실을 철도경찰센터로 개편. 전주철도공안분실을 폐지하고, 광주지방경찰센터를 설치.
- 2015년 6월 14일: 광주지방경찰센터를 광주송정지방경찰센터로 개편.

## 관할구역
- 호남고속선 중 오송기점 67.5km 지점 남쪽
- 호남선 중 강경역 남쪽
- 경전선 중 광주송정역 ~ 완사역
- 장항선 중 장항역 남쪽(천안기점 131km 지점)
- 북송정분기 ~ 북송정역
- 전라선
- 군산화물선
- 옥구선
- 광주선
- 여천선
- 북전주선
- 광양제철선
- 대불선
- 장성화물선
- 광양항선
- 신광양항선
- 전경삼각선

## 조직

### 대장
| - 운영지원과 - 수사과 | - 철도경찰센터 - 익산철도경찰센터 - 광주송정철도경찰센터 - 목포철도경찰센터 - 순천철도경찰센터 |